# Orius linnavuorii
Orius linnavuorii es un insecto hemíptero de la familia Anthocoridae.
Fue descripta en Irán